# Каземабад (Фараган)
Каземабад (перс. كاظماباد) — село в Ірані, у дегестані Тальх-Аб, у бахші Хенеджін, шагрестані Фараган остану Марказі. За даними перепису 2006 року, його населення становило 110 осіб, що проживали у складі 31 сім'ї.

## Клімат
Середня річна температура становить 12,10 °C, середня максимальна – 32,04 °C, а середня мінімальна – -11,58 °C. Середня річна кількість опадів – 257 мм.
| Клімат поселення                              | Клімат поселення | Клімат поселення | Клімат поселення | Клімат поселення | Клімат поселення | Клімат поселення | Клімат поселення | Клімат поселення | Клімат поселення | Клімат поселення | Клімат поселення | Клімат поселення | Клімат поселення |
| Показник                                      | Січ.             | Лют.             | Бер.             | Квіт.            | Трав.            | Черв.            | Лип.             | Серп.            | Вер.             | Жовт.            | Лист.            | Груд.            |                  |
| Середній максимум, °C                         | 7,60             | 9,88             | 15,16            | 20,62            | 24,65            | 31,53            | 32,04            | 30,86            | 26,67            | 21,04            | 14,12            | 8,22             |                  |
| Середня температура, °C                       | −2               | 0,29             | 5,58             | 11,02            | 15,05            | 21,94            | 25,44            | 24,25            | 20,07            | 14,43            | 7,52             | 1,62             |                  |
| Середній мінімум, °C                          | −11,58           | −9,3             | −4,01            | 1,43             | 5,46             | 12,35            | 18,83            | 17,65            | 13,48            | 7,82             | 0,92             | −4,98            |                  |
| Норма опадів, мм                              | 36               | 35               | 47               | 35               | 30               | 5                | 1                | 1                | 0                | 9                | 23               | 35               |                  |
| Середньомісячна швидкість вітру, м/с          | 1.52             | 1.98             | 2.96             | 3.08             | 2.63             | 2.48             | 2.51             | 2.39             | 2.30             | 2.10             | 1.90             | 1.32             |                  |
| Середньомісячна сонячна радіація, кДж/м²·день | 9078             | 12273            | 14726            | 18180            | 22233            | 26738            | 26005            | 23959            | 20785            | 15356            | 10912            | 8887             |                  |
| --------------------------------------------- | ---------------- | ---------------- | ---------------- | ---------------- | ---------------- | ---------------- | ---------------- | ---------------- | ---------------- | ---------------- | ---------------- | ---------------- | ---------------- |
| Джерело:                                      |                  |                  |                  |                  |                  |                  |                  |                  |                  |                  |                  |                  |                  |